# 河野まひる
河野 まひる（こうの まひる、2005年10月10日 - ）は、日本のモデル、グラビアアイドル。埼玉県出身。Qualiam所属。

## 来歴
2020年3月14日、自身のYouTubeチャンネルを開設。2022年7月1日発売『Popteen8月号』よりレギュラーモデルを務める。
2023年6月19日、マンガ誌「週刊ヤングマガジン」第29号にて自身初水着グラビア。2024年2月9日に発売された「週刊ヤングマガジン」第11号でもグラビアが掲載された。

## デジタル写真集
- 大人びて見えるのは55センチのくびれのせい!?(2023年11月27日配信)[8]